# (500563) 2012 UN58
(500563) 2012 UN58 es un asteroide perteneciente al cinturón de asteroides descubierto el 8 de mayo de 2008 por el equipo del Mount Lemmon Survey desde el Observatorio del Monte Lemmon, Arizona, Estados Unidos.

## Designación y nombre
Designado provisionalmente como 2012 UN58.

## Características orbitales
2012 UN58 está situado a una distancia media del Sol de 2,201 ua, pudiendo alejarse hasta 2,533 ua y acercarse hasta 1,869 ua. Su excentricidad es 0,150 y la inclinación orbital 3,309 grados. Emplea 1193,17 días en completar una órbita alrededor del Sol.

## Características físicas
La magnitud absoluta de 2012 UN58 es 18,2. 